# 孟惠叔
孟惠叔（？—？），姬姓，孟孙氏，名难，谥惠，是孟穆伯的儿子，孟文伯的弟弟，母为声己。

## 相面
前626年，周襄王派内史叔服前去鲁国参加鲁僖公的葬礼，孟穆伯听说内史叔服能给人看相，就带着两个儿子穀和难来见他，内史叔服的结论是，穀可以祭祀供养孟穆伯，而难将会安葬孟穆伯。

## 继位
孟文伯生了重病后，因为自己的儿子年纪太小，便请求立弟弟为继承人，鲁国人答应了他。孟文伯去世后，孟惠叔继立。前613年，孟穆伯让孟惠叔给大家送重礼再次要求回国，孟惠叔代父请求，得到允许。九月，孟穆伯在回来之前死在齐国，向鲁国告丧请求归葬于鲁，没有得到允许。

## 葬父
前612年，齐国有人为孟氏谋划，说：“鲁国，是你的亲戚，把公孙敖的饰棺放在与鲁相邻的齐国堂阜，鲁国一定会取去的。”孟氏听从了他的主意，鲁国的卞邑大夫将此事上报。孟惠叔十分哀伤，容颜消瘦，请求取回饰棺，立在朝廷上等待命令。鲁国答应了，于是取回了饰棺，依照安葬庆父的葬礼安葬了孟穆伯。
孟惠叔之后，由孟文伯的儿子仲孙蔑继立。